# Paul Schäfer
Pour les articles homonymes, voir Schäfer.
Ne doit pas être confondu avec Paul Schaffer.
Paul Schäfer Schneider, né le 4 décembre 1921 à Bonn (République de Weimar) et mort le 24 avril 2010 à Santiago du Chili, est un ancien brancardier de la Wehrmacht, pasteur chrétien et fondateur au Chili de la colonie Dignidad, une structure agricole sectaire et recluse, composée principalement d'expatriés allemands qu'il dirigeait et au sein de laquelle il commettait de nombreux sévices sexuels contre des enfants. En outre la colonie servait pendant la dictature Pinochet à détenir et torturer des personnes arrêtées par la DINA, la police politique du régime. En 2006, il est condamné à un total de trente-trois ans de prison pour meurtre et abus sexuels, et meurt quelques années plus tard en détention.

## Biographie

### En Allemagne
Paul Schäfer est membre de l'Union chrétienne de jeunes gens. Il est présenté à son décès dans la presse comme un ancien nazi,,, mais selon Claudio Salinas Muñoz, professeur à l'Université du Chili et auteur d'un ouvrage sur la secte, Schäfer n'a pas été membre d'une quelconque organisation nazie.
Blessé à l'œil après un accident avec une fourchette, il prétendra plus tard qu'il s'agissait d'une blessure de guerre qui l'aurait empêché de rejoindre la Waffen-SS pendant la Seconde Guerre mondiale. Paul Schäfer est en fait recruté comme brancardier pour la Wehrmacht en France et finit la guerre avec le grade de caporal,.
Il devient ensuite pasteur évangélique et crée une église évangélique à laquelle il adjoint une « maison de jeunes », prétendument destinée à accueillir les orphelins de guerre. C'est dans cette « maison des jeunes » qu'il commet déjà de nombreux viols sur mineurs et est démis de ses fonctions pour ces crimes.

### Au Chili
En 1961, il fuit l'Allemagne, où il est recherché pour abus et corruption de mineurs, et se réfugie au Chili. Il fonde, en compagnie de 300 adeptes , la Colonia Dignidad, à 350 km au sud de Santiago du Chili, qui comprend essentiellement des personnes d'origine allemande.
Il instaure un système strict de séparation des enfants et des adultes visant à faciliter ses pratiques pédophilies et sépare également les femmes des hommes afin d'empêcher toute union entre les membres de la Colonia Dignidad.
Il se fait alors appeler par ses fidèles « el tio permanente », l'oncle permanent : il décide des unions, du droit des couples à avoir des enfants, et s'octroie parfois le droit de leur enlever leur progéniture. Ami du dictateur Augusto Pinochet, à la suite de son soutien au coup d'État militaire de 1973, il n'est jamais inquiété pour ses actes.
Il reçoit régulièrement à la Villa Baviera des dignitaires de la dictature, dont Augusto Pinochet.
Il participe à la torture d'opposants à la dictature militaire (1973-1990).

### Transition démocratique
En 1991, après la transition chilienne vers la démocratie, la colonie perd son statut d'association caritative. Rebaptisée « Villa Baviera », elle continue à fonctionner en autarcie avec quelque 300 habitants occupant 13 000 hectares, coupée du monde par une clôture, des barbelés et un mirador. Les adeptes cultivent leurs terres et ont leur hôpital, leur école, leur barrage hydro-électrique, deux pistes d'atterrissage ainsi que des intérêts financiers dans de nombreuses entreprises[réf. nécessaire].

## Pédophilie
En 1996, accusé par un mineur qui dépose plainte pour abus sexuel, puis par d'autres, Paul Schäfer s'enfuit le 20 mai 1997. Il est condamné par contumace pour pédophilie au Chili et accusé de tortures pendant la dictature d'Augusto Pinochet entre 1973 et 1990 ainsi que de fraude fiscale. Interpol lance un mandat d'arrêt international à son encontre. Vingt-deux responsables de la colonie sont condamnés pour des agressions sexuelles sur des enfants.
Il reçoit à la fin des années 1990 le soutien de figures de la droite chilienne, parmi lesquelles Hernan Larrain, alors sénateur, qui deviendra ministre de la Justice et des Droits de l’homme dans les années 2010.
Le magistrat français Roger Le Loire dépose en octobre 2001 un mandat d'arrêt international via Interpol contre Manuel Contreras, le chef de la DINA, et Paul Schäfer, pour l'enlèvement et la torture du militant du MIR Claudet Fernandez,.
Le 10 mars 2005, il est arrêté en Argentine près de Buenos Aires et extradé le 14 mars 2005 en direction de Santiago. Il est également réclamé par les justices allemande et française.
Le 24 mai 2006, il est condamné à 20 ans de réclusion pour les abus et 13 ans supplémentaires pour homicides et torture. Schäfer est admis à la prison de haute sécurité (CAS), après avoir été reconnu coupable d'homicide (7 ans), violation de la loi sur le contrôle des armes (3 ans et un jour), torture (3 ans et un jour) et abus sexuels sur des enfants vivant dans l'enclave (7 ans).
Il meurt de problèmes cardiaques, le 24 avril 2010, dans l'hôpital de la prison de Santiago où il purge sa peine et est enterré au cimetière Parque del Recuerdo Cordillera à Santiago.

## Films
En 2016, la Colonia Dignidad et Paul Schäfer ont inspiré un film, Colonia, de  Florian Gallenberger avec Emma Watson et Daniel Brühl. Le personnage de Schäfer est interprété par Michael Nyqvist.
Schäfer est le loup auquel l'héroïne de La casa lobo (2018) tente en vain d'échapper.
Une série documentaire (4 épisodes) a été diffusée sur la chaîne Arte sous le titre : « Colonia Dignidad Une secte de l'horreur au Chili ». Réalisation : Annette Baumeister, Wilfried Huismann. Pays : Allemagne. Année : 2019. Sur Netflix, cette série s'étend sur 6 épisodes.